# Savonlinnasali
La salle de Savonlinna (en finnois : Savonlinnasali) est une salle de congrès et de concerts située au centre-ville de Savonlinna en Finlande.

## Présentation
La Savonlinnasali est située dans le centre de Savonlinna, sur l'île Kasinosaari. 
L'île Kasinosaari et ses voisines Sulosaari et Verkkosaari voisins, ce groupe de trois îles est connu sous le nom d'Iles heureuses. 
Un pont piétonnier traverse la baie Hopealahti reliant la place du marché à Kasinosaari. 
Savonlinnasali est à 300m du centre, 100 m de l'arrêt de train, 100m du port de plaisance, de 250 m de la gare de Savonlinna, 1 km de la gare routière et 13 km de l'aéroport de Savonlinna.

## Architecture
La Savonlinnasali, achevée en 2002, est la première salle de conférence et de concert construite entièrement en bois en Finlande. 
La Savonlinnasali est conçue par les architectes Riitta et Kari Ojala.
Le cabinet d'ingenieurs Heikki Helimäki Oy était responsable de la conception de l'acoustique. 

### Salle principale
La salle principale de Savonlinnasali est une salle de concert et de réunion de 800 places.
Elle a la forme d'une boîte à chaussures (40 m x 20 m x 14 m).
Les 10 premières rangées de sièges sont mobiles et l'orchestre peut se produire sur trois niveaux différents.

### Autres espaces
Les autres espaces sont Onnellinen Ateljee, Kabinetti Diiva, Kabinetti Aino et le restaurant Wanha Kasino.